# زمین‌گستر مدیترانه‌ای
زمین‌گستر مدیترانه‌ای (نام علمی: Spergularia bocconei) نام یک گونه از سرده زمین‌گستر است.